# 선택설계
선택설계(Choice architecture)란 결정권자들에게 선택할 수 있도록 다양한 방법을 설계하는 것으로 결정을 하는 과정에 영향을 준다. 소비자 선택에 있어서 감정적인 것보다 바람직하고 합리적인 선택을 할 수 있도록 정교하게 선택을 하도록 돕기 위한 방법이다. 행동경제학의 넛지 이론에 의해 사용되며 사용범위를 넓혔다.

## 같이 보기
- 거짓 딜레마
- 프레이밍 효과 (심리학)
- 넛지 이론
- 선전 (사회학)
- 사회공학 (정치학)